# Kostas Karamanlis

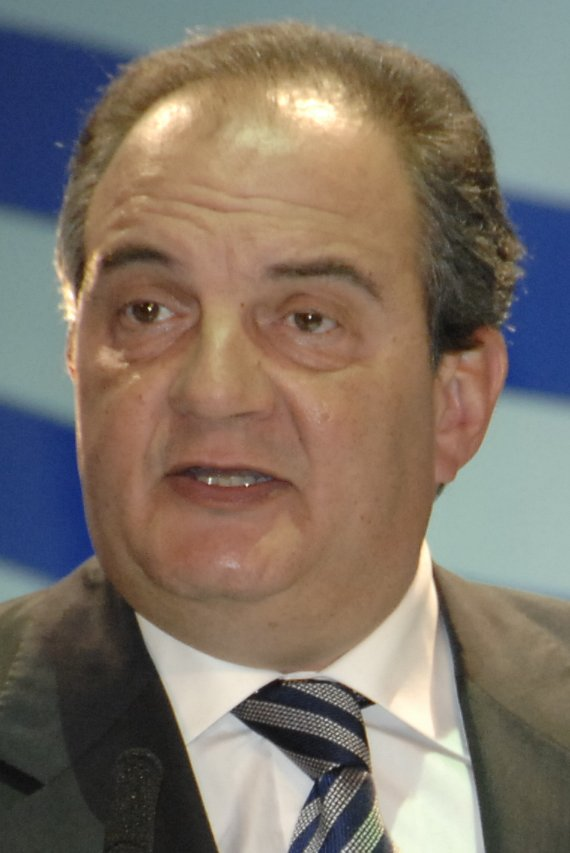
Kostas Karamanlis (2009)

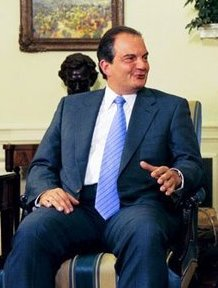
Kostas Karamanlis bei einem Besuch im Weißen Haus 2004

Konstantinos Karamanlis (griechisch Κωνσταντίνος Καραμανλής, in der allgemein gebräuchlichen Kurzform Kostas; * 14. September 1956 in Athen) ist ein griechischer Politiker. Er war von März 2004 bis Oktober 2009 Ministerpräsident Griechenlands. Von 1997 bis Oktober 2009 war er Vorsitzender der Partei Nea Dimokratia.

## Leben
Kostas Karamanlis, ein Neffe des früheren Ministerpräsidenten und Staatspräsidenten Konstantinos Karamanlis, studierte in Athen Rechtswissenschaft an der Nationalen und Kapodistrias Universität und Wirtschaftswissenschaften am Deree College. Er setzte sein Studium an der Fletcher School der Tufts University in den USA fort und promovierte dort in Politik und Internationalen Beziehungen.
Karamanlis schloss sich der Jugendorganisation ONNED der Partei Nea Dimokratia an und arbeitete 1974 bis 1979 und 1984 bis 1989 in Organisationen der ONNED und der Nea Dimokratia. Er verfasste historische Abhandlungen und ein Buch über Eleftherios Venizelos.
Karamanlis heiratete 1998 Natasa Pazaitis und ist seit 2003 Vater einer Tochter und eines Sohns (Zwillinge).

## Politische Karriere
1989 zog er als Abgeordneter für die Nea Dimokratia ins griechische Parlament ein. 1997 wurde er Vorsitzender seiner Partei. Bei den Parlamentswahlen im Jahr 2000 verlor er nur knapp gegen die PASOK-Partei.

### Erste Regierung (2004–2007)
Nach dem Sieg bei den Parlamentswahlen am 7. März 2004 gegen die Panhellenische Sozialistische Bewegung (PASOK) mit dem Spitzenkandidaten Giorgos A. Papandreou wurde Karamanlis Nachfolger von Kostas Simitis im Amt des Ministerpräsidenten und ist damit der jüngste in der neueren Geschichte Griechenlands. Am 8. März 2004 wurde er vom Staatspräsidenten Konstantinos Stefanopoulos mit der Bildung einer neuen Regierung beauftragt. Einen Tag später, am 9. März 2004 stellte er seine neue Regierungsmannschaft vor. Zum neuen Außenminister ernannte er den Diplomaten Petros Molyviatis. Dieser gilt als Fachmann für die Zypernfrage und war Vertrauter von Konstantinos Karamanlis. Die neue griechische Regierung hatte 19 Minister, darunter zwei Frauen. Karamanlis erklärte nach seiner Wahl die Vorbereitungen auf die Olympischen Spiele im August 2004 in Athen zur Chefsache.

### Zweite Regierung (2007–2009)
Am 16. September 2007 verteidigte Karamanlis bei einer auf seine Entscheidung hin vorgezogenen Parlamentswahl mit seiner Partei den ersten Platz im Parteienspektrum. Damit erreichte die ND auf Grund des griechischen Wahlrechts die Mehrheit der Sitze im Parlament. Die Wahl stand im Schatten der Brandkatastrophe des Spätsommers 2007.
Am 23. Januar 2008 war Karamanlis der seit 49 Jahren erste griechische Premierminister, der die Türkei besuchte (vgl. internationale Beziehungen (Griechenland) und Außenpolitik der Türkei).
Am 3. September 2009 kündigte Karamanlis für den 4. Oktober Parlamentsneuwahlen an. Als Grund nannte er die Wirtschaftslage. Nach dem erdrutschartigen Sieg der oppositionellen PASOK erklärte Karamanlis seinen Rücktritt als Parteivorsitzender der ND.

### Immobilienskandal 2008
Stark erschüttert wurde die Regierung Karamanlis durch einen Skandal um umstrittene Immobilientransaktionen zwischen dem griechischen Staat und dem Athos-Kloster Vatopedi. Das Kloster machte Besitzansprüche auf den ihm angeblich vor fast 1000 Jahren von byzantinischen Kaisern vermachten Vistonida-See geltend. Obwohl diese Ansprüche des Klosters zweifelhaft waren, wurden sie vom Staat anerkannt: Im Tausch gegen den See mit seiner gesamten Wasseroberfläche und allen Ufergrundstücken erhielt das Kloster 260 werthaltige Grundstücke in touristisch entwickelten Gebieten, auch im Olympiadorf in Athen, die es teilweise sogleich mit Gewinn weiterverkaufte. „Sie haben dem Staat den See – sprich «Luft» verkauft – und dafür wertvolle Büros, Grundstücke und Gebäude in Athen zum Austausch bekommen“ kritisierte die Opposition. Der Schaden, der dem Staat dadurch entstanden ist, dass die vom Kloster beanspruchten Seegrundstücke stark überbewertet und die staatlichen Tauschgrundstücke stark unterbewertet wurden, wird mit 100 Millionen Euro beziffert. Der Immobilienskandal führte zunächst zum Rücktritt des in die Immobiliengeschäfte verwickelten Handelsmarineministers Giorgos Voulgarakis. Zwei Staatsanwälte traten zurück, weil sie von der Regierung in ihrer Ermittlungstätigkeit behindert worden seien. Unter starken Beschuss der Opposition geriet ferner der Regierungssprecher Staatsminister Theodoros Rousopoulos, ein Freund des Vatopedi-Abtes Efraim und gleichzeitig enger Vertrauter des Regierungschefs, der am 23. Oktober 2008 zurücktrat. Der Immobilienskandal wie generell die krisenhafte finanzielle Situation des Landes waren wesentliche Gründe dafür, dass Karamanlis vorgezogene Neuwahlen ankündigte.

### Wahlniederlage 2009
Bei den Parlamentswahlen am 4. Oktober 2009 verlor Karamanlis seine Regierungsmehrheit. Seine Partei Nea Dimokratia büßte über 8 Prozentpunkte ein und erreichte mit rund 33,5 Prozent nur noch 91 der 300 Sitze. Karamanlis trat am Wahlabend vom Parteivorsitz zurück. Nach seiner Abwahl stellte sich die finanzielle Lage Griechenlands nach der Bekanntgabe durch die neue Regierung als wesentlich verheerender dar, was in die Griechische Staatsschuldenkrise mündete.

## Auszeichnungen
- 2004: Großkreuz des norwegischen Verdienstordens
- 2007: Großes Goldenes Ehrenzeichen am Bande für Verdienste um die Republik Österreich[6]